# Kaikhosro av Kartli
Kaikhosro av Kartli, död 1711, var en georgisk monark. Han var kung i kungariket Kartli mellan 1709 och 1711.